# Gelbbraune Zwergreisratte
Die Gelbbraune Zwergreisratte (Oligoryzomys fulvescens) ist ein Nagetier in der Familie der Wühler, das in Amerika vorkommt.

## Merkmale
Die Art erreicht eine Kopf-Rumpf-Länge von 62 bis 99 mm, eine Schwanzlänge von 82 bis 125 mm sowie ein Gewicht von 11 bis 16 g. Die Hinterfüße sind 17 bis 24 mm lang und die Länge der Ohren beträgt 10 bis 15 mm. Das leicht steife Fell der Oberseite ist orangebraun mit schwarzen Punkten auf der Rückenmitte. Die Körperseiten sind weniger braun und die Haare der Unterseite sind hellgrau an der Basis sowie hellbraun bis weiß an den Spitzen. Auf den kleinen Ohren kommen orange Haare vor. Der schmale Schwanz hat eine dunklere Oberseite. Die Gelbbraune Zwergreisratte kann im Verbreitungsgebiet leicht mit Erntemäusen (Reithrodontomys) verwechselt werden. Ihr fehlt jedoch die Scharte in den oberen Schneidezähnen. Außerdem ist bei ihr der mittlere Zeh der Hinterfüße stark verlängert.

## Verbreitung
Diese Zwergreisratte kommt mit mehreren voneinander getrennten Populationen in Mittel- und Südamerika vor. Das Verbreitungsgebiet reicht von Mexiko bis in den Norden Brasiliens und Perus. Die Art lebt im Flachland und in Gebirgen, gewöhnlich bis 1500 Meter Höhe. Einzelne Populationen können 2000 Meter Höhe erreichen. Als Habitat dienen trockene und feuchte Wälder, Gebüschflächen sowie Gebiete mit hohem Gras.

## Lebensweise
Die Gelbbraune Zwergreisratte ist nachtaktiv und hält sich meist am Boden auf. Sie kann jedoch im Gebüsch und an Grashalmen klettern. Die Nahrung besteht vorwiegend aus Samen, die mit wenigen Insekten komplettiert werden. Die Fortpflanzung erfolgt in der Regenzeit sowie in den angrenzenden Wochen der Trockenzeit. Es kommen 2 bis 4 Nachkommen pro Wurf vor.

## Status
Für den Bestand der Art sind keine Gefahren bekannt. Die IUCN listet die Gelbbraune Zwergreisratte als nicht gefährdet (Least Concern).

## Nachweise
1. ↑  Oligoryzomys fulvescens. In: Don E. Wilson, DeeAnn M. Reeder (Hrsg.): Mammal Species of the World. A taxonomic and geographic Reference. 2 Bände. 3. Auflage. Johns Hopkins University Press, Baltimore MD 2005, ISBN 0-8018-8221-4.
2. 1 2  Fiona Reid: A Field Guide to the Mammals of Central America. OUP, 2009, S. 214–2157 (Northern Pygmy Rice Rat).
3. 1 2  Oligoryzomys fulvescens in der Roten Liste gefährdeter Arten der IUCN 2017. Eingestellt von: Weksler, M., Aguilera, M. & Reid, F., 2016. Abgerufen am 16. August 2018.